# Telejogo
Das Telejogo (portugiesisch für Fernsehspiel) ist eine stationäre Spielkonsole der ersten Generation, die am 2. August 1977 von Philco und Ford in Brasilien veröffentlicht wurde. Das System ist eine Pong-Klon-Konsole und die erste jemals in Brasilien veröffentlichte Spielkonsole. 1979 wurde der Nachfolger namens Telejogo II veröffentlicht.

## Spiele
Mit dem integrierten MM57100N-Pong-Klon-Schaltkreis von National Semiconductor ließen sich die folgenden drei Spiele spielen:
- pingue pongue
- futebol
- paredão